# موسیقی عامه‌پسند (فیلم)
موسیقی عامه‌پسند (سوئدی: Populärmusik från Vittula) فیلمی به کارگردانی رضا باقر کارگردان سوئدی ایرانی الا صل است که در سال ۲۰۰۴ منتشر شد.